# Kialonda Gaspar
Kialonda Gaspar (ur. 27 września 1997 w Dundo) – angolski piłkarz grający na pozycji środkowego obrońcy. Od 2021 jest zawodnikiem klubu Estrela Amadora.

## Kariera klubowa
Swoją karierę piłkarską Gaspar rozpoczął w klubie Sagrada Esperança. W sezonie 2018/2019 zadebiutował w jego barwach w pierwszej lidze angolskiej. W sezonie 2020/2021 wywalczył z nim tytuł mistrza Angoli.
Latem 2022 Gaspar przeszedł do portugalskiego klubu Estrela Amadora. Swój debiut w nim zaliczył 7 sierpnia 2022 w zremisowanym 1:1 wyjazdowym meczu z CD Feirense. W sezonie 2022/2023 wywalczył z Estrelą Amadora awans z drugiej do pierwszej ligi portugalskiej.
| Sezon   | Klub              | Kraj       | Rozgrywki       | Mecze | Bramki |
| ------- | ----------------- | ---------- | --------------- | ----- | ------ |
| 2018/19 | Sagrada Esperança | Angola     | Girabola        | 10    | 1      |
| 2019/20 | Sagrada Esperança | Angola     | Girabola        | 14    | 1      |
| 2020/21 | Sagrada Esperança | Angola     | Girabola        | 19    | 1      |
| 2021/22 | Sagrada Esperança | Angola     | Girabola        | 15    | 1      |
| 2022/23 | Estrela Amadora   | Portugalia | Liga Portugal 2 | 30    | 1      |

## Kariera reprezentacyjna
W reprezentacji Angoli Gaspar zadebiutował 14 listopada 2020 roku w zremisowanym 0:0 meczu kwalifikacji do Pucharu Narodów Afryki 2022 z Demokratyczną Republiką Konga, rozegranym w Kinszasie. W 2024 roku został powołany do kadry na Puchar Narodów Afryki 2023. W tym turnieju rozegrał pięć meczów: grupowe z Algierią (1:1), z Mauretanią (3:2) i z Burkiną Faso (2:0), w 1/8 finału z Namibią (3:0) i w ćwierćfinale z Nigerią (0:1).